# Hydrelia flavicata
Hydrelia flavicata là một loài bướm đêm trong họ Geometridae.